# 15º Congresso degli Stati Uniti d'America
Il 15º Congresso degli Stati Uniti d'America, formato dal Senato e dalla Camera dei rappresentanti, si è riunito a Washington, D.C. presso l'Old Brick Capitol (mentre l'edificio del Campidoglio era in fase di ricostruzione) dal 4 marzo 1817 al 4 marzo 1819. Riunitosi durante il primo e il secondo anno della presidenza di James Monroe, questo Congresso ha visto confermata la maggioranza del Partito Democratico-Repubblicano sia al Senato che alla Camera.

## Contesto ed eventi importanti
Il 15º Congresso iniziò i suoi lavori in quello che la storiografia ha definito come "Era of Good Feelings" (1819-1824), un'epoca di distensione a seguito della fine della guerra anglo-americana nella quale il Congresso ratificò una serie di trattati conclusi con l'Impero britannico riguardo ai confini settentrionali (linee di confine che in gran parte persistono tuttora tra Stati Uniti e Canada). Il Congresso inoltre approvò un primo piano pensionistico per i veterani della rivoluzione americana di fine Settecento. Il Partito Federalista (già in difficoltà negli anni precedenti) proseguì nella sua fase discendente, chiudendo un periodo di grande conflitto nel Congresso fra questo e il dominante Partito Democratico-Repubblicano. Lo stesso presidente Monroe fu fautore di tale processo di distensione con le sue nomine.
Tuttavia questo periodo ha visto anche grandi conflitti all'interno dell'amministrazione Monroe e del Congresso riguardo a diversi temi, soprattutto sulla legalità o meno della schiavitù. Verso la fine dei lavori di questo Congresso il dibattito esplose riguardo all'ammissione all'Unione del Missouri (in una regione in gran parte colonizzata da coloni provenienti da stati del Sud) e del Maine. Sia al Senato che alla Camera dei rappresentanti si creò una nuova linea di faglia tra i rappresentanti degli stati del Nord (stati più popolosi, con un sistema economico più avanzato e industrializzato e senza necessità di impiegare lavoro schiavistico) e gli stati del Sud (più arretrato e con un'economia agraria incentrata in prevalenza sulle grandi piantagioni e sull'utilizzo estensivo di manodopera servile). Il dibattito, infatti, non verteva soltanto sulla schiavitù, ma anche sul peso dei singoli stati nei due rami del Congresso. La discussione in merito all'ammissione dei due nuovi stati si prolungò fino al Congresso successivo, ma i germi della futura e tragica guerra di secessione erano già piantati.

### Cronologia
- 4 marzo 1817 - James Monroe diventa ufficialmente presidente degli Stati Uniti.
- 29 aprile 1817 - Stati Uniti e Impero britannico firmano il trattato Rush-Bagot.
- 4 luglio 1817 - Cominciano i lavori di costruzione del Canale Erie, facente parte del progetto di collegamento tra il fiume Hudson e New York fino lago Erie e alla città di Buffalo.
- 12 luglio 1817 - Nel quotidiano Columbian Centinel il giornalista statunitense Benjamin Russell conia il termine "Era of Good Feelings", che gli storiografi successivamente utilizzeranno per definire il periodo della storia statunitense tra il 1817 al 1825[5].
- 15 agosto 1817 - Diventa ufficiale la nascita del Territorio dell'Alabama.
- 20 novembre 1817 - In Florida deflagra la cosiddetta prima guerra Seminole. Il generale Andrew Jackson continua le sue operazioni di allargamento dei confini degli Stati Uniti nelle regioni meridionali del continente nordamericano e impattano contro la resistenza delle tribù native dei Seminole presenti in Florida.
- 10 dicembre 1817 - Il Mississippi viene ammesso come 20º stato dell'Unione (ricavato dalla porzione del Territorio del Mississippi esclusa dalla creazione del Territorio dell'Alabama).
- 15 marzo 1818 - Il generale Andrew Jackson, con una forza di circa quattromila uomini, parte da Fort Scott (in Georgia) e invade la Florida procedendo lungo la sponda del fiume Apalachicola.
- 4 aprile 1818 - Il Congresso approva il disegno della bandiera nazionale degli Stati Uniti d'America.
- 23 maggio 1818 - Le forze del generale Andrew Jackson raggiungono Pensacola e la conquistano senza resistenza, mentre gli spagnoli si ritirano verso Fort Barrancas.
- 28 maggio 1818 - Andrew Jackson e il suo corpo di spedizione conquistano Fort Barrancas.
- 11 luglio 1818 - La Banca centrale degli Stati Uniti inverte improvvisamente la sua politica espansiva e invia ai propri creditori la richiesta di rimborsare i propri debiti immediatamente. L'insuccesso nel riavere indietro i propri prestiti provocherà sei mesi dopo lo scoppio della prima grave crisi finanziaria negli Stati Uniti.
- 15 luglio 1818 - Il presidente Monroe convoca una riunione urgente del suo gabinetto per decidere se appoggiare ufficialmente o meno le operazioni militari non autorizzate in Florida del generale Andrew Jackson. Il Segretario di stato John Quincy Adams convince Monroe ad appoggiarla, giustificando tale decisione con la minaccia provocata dalle tribù native dei Seminole.
- 18 ottobre 1818 - Andrew Jackson e Isaac Shelby negoziano con le tribù indiane dei Chickasaw il trattato di Tuscaloosa, che successivamente prenderà il nome di "Jackson Purchase".
- 20 ottobre 1818 - Stati Uniti concludono con l'Impero britannico un trattato con il quale definiscono i propri confini settentrionali lungo il 49º parallelo, dal lago dei Boschi fino alle Montagne Rocciose, creando il cosiddetto Northwest Angle.
- 16 novembre 1818 - John Eaton giura come senatore a 28 anni d'età nonostante non abbia l'età sufficiente per rivestire tale carica (ovvero 30 anni). Eaton detiene ancora il record di senatore più giovane ad aver mai rivestito tale carica.
- 3 dicembre 1818 - L'Illinois viene ammesso come 21º stato dell'Unione.
- 25 gennaio 1819 - Thomas Jefferson fonda l'Università della Virginia.
- 2 febbraio 1819 - La Corte suprema degli Stati Uniti di John Marshall emana la sentenza Dartmouth College v. Woodward, con la quale autorizza l'istituto universitario rimanere un'istituzione privata.
- 15 febbraio 1819 - La Camera approva il cosiddetto "emendamento Tallmadge", con il quale si vuole vietare la schiavitù nel futuro stato del Missouri. Nasce uno scontro politico che porterà al futuro compromesso del Missouri.
- 22 febbraio 1819 - La Spagna cede agli Stati Uniti la Florida.
- 1º marzo 1819 - A Washington viene varato il vascello da guerra USS Columbus.
- 2 marzo 1819 - Viene creato il Territorio dell'Arkansas.

## Atti legislativi più importanti approvati
- 4 aprile 1818 - 3 Stat. 415, ch. 34 (An Act to establish the flag of the United States) - La dispone ufficialmente gli standard grafici della bandiera ufficiale degli Stati Uniti. Si prevede che abbia tredici linee orizzontali bianche e rosse e un numero di stelle corrispondente al numero di stati che hanno aderito all'Unione, prevedendo inoltre che possano aumentare con l'aumento del numero degli stati.
- 18 aprile 1818 - 3 Stat. 432, ch. 70 (An Act concerning navigation) - La legge vieta l'approdo in qualsiasi porto statunitense di navi provenienti da qualsiasi colonia della Corona britannica nei quali le navi statunitensi non siano ammesse.

## Trattati ratificati
- 29 aprile 1817 - Stati Uniti e Impero britannico firmano un accordo Rush-Bagot con la quale i due stati accettano una limitazione dei propri armamenti navali presenti sui Grandi Laghi e sul lago Champlain.
- 20 ottobre 1818 - Stati Uniti e Impero britannico firmano una convenzione per definire i limiti dei propri confini sul continente americano. Nel 1846 i confini tra i due paesi verranno prolungati con un altro trattato fino all'Oceano Pacifico.
- 22 febbraio 1819 - Stati Uniti e Spagna firmano un trattato per definire i propri confini. Gli Stati Uniti acquisivano tutto il territorio a nord della linea di confine passante tra le Montagne Rocciose e l'Oceano Pacifico a nord del fiume Sabine, in Texas.

## Stati ammessi e territori istituiti
- 10 dicembre 1817 - Il Mississippi diventa il 20º stato dell'Unione.
- 3 dicembre 1818 - L'Illinois diventa il 21º stato dell'Unione.
- 2 marzo 1819: 3 Stat. 493, ch. 49 (An Act establishing a separate territorial government in the southern part of the territory of Missouri) - Viene creato il Territorio dell'Arkansas (in precedenza facente parte del Territorio del Missouri).

## Partiti

### Senato
Durante questo Congresso sono stati aggiunti 4 seggi in rappresentanza dei nuovi stati del Mississippi e dell'Illinois.
|                               | Partiti         | Partiti |         |   |
| ----------------------------- | --------------- | ------- | ------- | - |
|                               |                 |         |         |   |
| Democratico-Repubblicano (DR) | Federalista (F) | Totali  | Vacanti |   |
| Congresso precedente          | 25              | 13      | 38      | 0 |
|                               |                 |         |         |   |
| Inizio                        | 25              | 13      | 38      | 0 |
| Fine                          | 28              | 12      | 40      | 2 |
| % Fine                        | 70,0%           | 30,0%   |         |   |
|                               |                 |         |         |   |
| Inizio Congresso successivo   | 29              | 9       | 38      | 4 |

### Camera dei rappresentanti
Durante questo Congresso è stati aggiunti due seggi in rappresentanza dei nuovi stati del Mississippi e dell'Illinois.
|                             | Partiti                       | Partiti         |        |         |
| --------------------------- | ----------------------------- | --------------- | ------ | ------- |
|                             |                               |                 |        |         |
|                             | Democratico-Repubblicano (DR) | Federalista (F) | Totali | Vacanti |
| Congresso precedente        | 136                           | 46              | 182    | 1       |
|                             |                               |                 |        |         |
| Inizio                      | 141                           | 39              | 180    | 3       |
| Fine                        | 144                           | 40              | 184    | 1       |
| % Fine                      | 78,3%                         | 21,7%           |        |         |
|                             |                               |                 |        |         |
| Inizio Congresso successivo | 158                           | 25              | 183    | 2       |

## Leadership

### Senato
- Il presidente del Senato Daniel D. Tompkins.Presidente: Daniel D. Tompkins (DR)
- Presidente pro tempore:

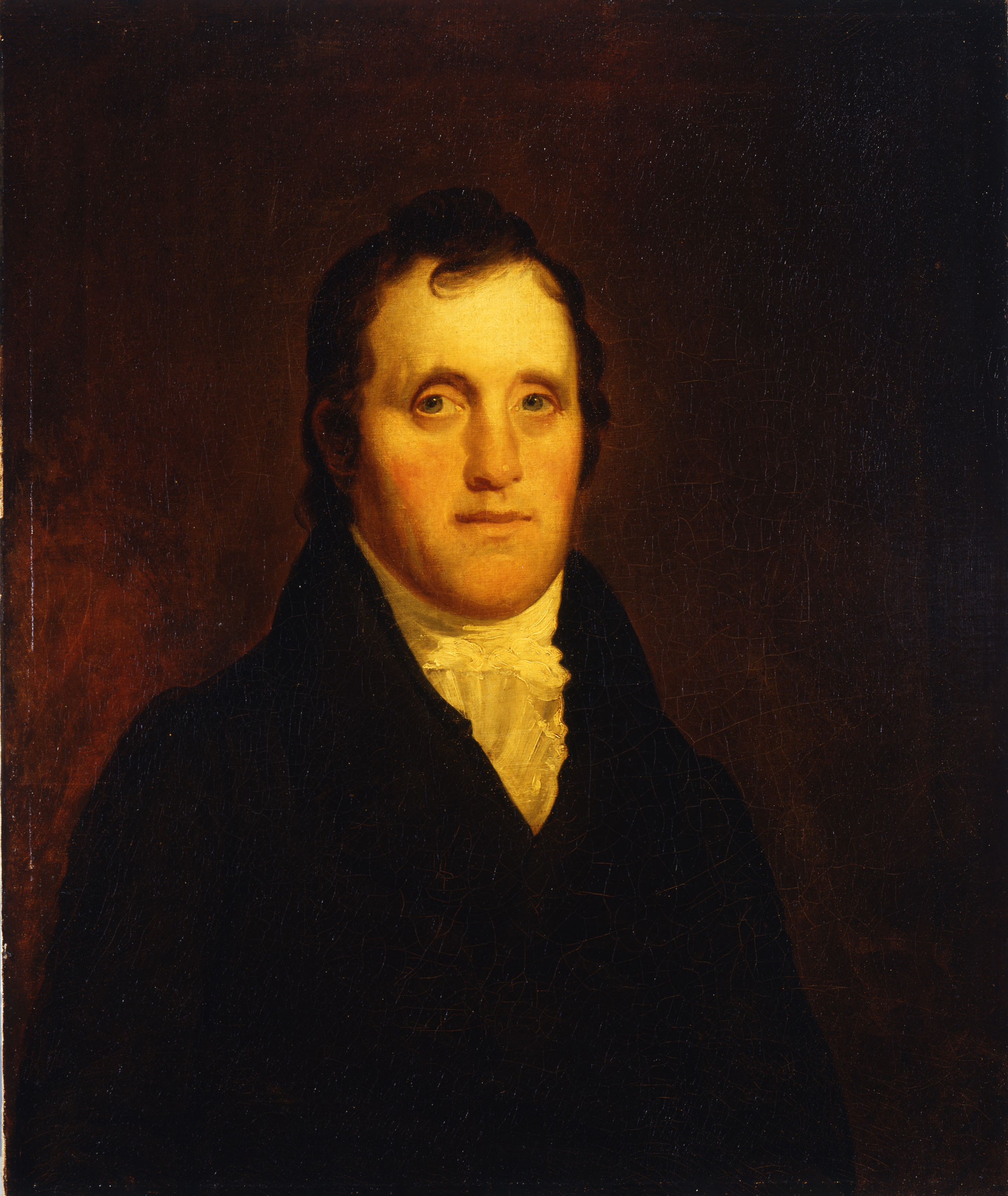
Il presidente del Senato Daniel D. Tompkins.

  - John Gaillard (DR), dal 4 marzo 1817 al 15 febbraio 1819
  - James Barbour (DR), dal 15 febbraio 1819

### Camera dei rappresentanti
- Speaker: Henry Clay (DR)

## Membri

### Senato
I senatori sono eletti ogni due anni e ad ogni Congresso ne viene rinnovato un terzo. Prima del nome di ogni senatore viene indicata la "classe", ovvero il ciclo di elezioni in cui è stato eletto. Per il 15º Congresso furono sottoposti ad elezione i senatori di classe 3.
Carolina del Nord
- 2. Montfort Stokes (DR)
- 3. Nathaniel Macon (DR)

Carolina del Sud
- 2. William Smith (DR)
- 3. John Gaillard (DR)

Connecticut
- 1. Samuel W. Dana (F)
- 3. David Daggett (F)

Delaware
- 1. Outerbridge Horsey (F)
- 2. Nicholas Van Dyke (F)

Georgia
- 2. George M. Troup (DR), fino al 23 settembre 1818
  - John Forsyth (DR), dal 23 settembre 1818 al 17 febbraio 1819
- 3. Charles Tait (DR)

Illinois
- 2. Jesse B. Thomas (DR), dal 3 dicembre 1818
- 3. Ninian Edwards (DR), dal 3 dicembre 1818

Indiana
- 1. James Noble (DR)
- 3. Waller Taylor (DR)

Kentucky
- 2. John J. Crittenden (DR), fino al 3 marzo 1819
- 3. Isham Talbot (DR)

Louisiana
- 2. William C.C. Claiborne (DR), fino al 23 novembre 1817
  - Henry Johnson (DR), dal 12 gennaio 1818
- 3. Eligius Fromentin (DR)

Maryland
- 1. Alexander C. Hanson (F)
- 3. Robert H. Goldsborough (F)

Massachusetts
- 1. Eli P. Ashmun (F), fino al 10 maggio 1818
  - Prentiss Mellen (F), dal 5 giugno 1818
- 2. Harrison Gray Otis (F)

Mississippi
- 1. Walter Leake (DR), dal 10 dicembre 1817
- 2. Thomas H. Williams (DR), dal 10 dicembre 1817

New Hampshire
- 2. David L. Morril (DR)
- 3. Jeremiah Mason (F), fino al 16 giugno 1817
  - Clement Storer (DR), dal 27 giugno 1817

New Jersey
- 1. James J. Wilson (DR)
- 2. Mahlon Dickerson (DR)

New York
- 1. Nathan Sanford (DR)
- 3. Rufus King (F)

Ohio
- 1. Benjamin Ruggles (DR)
- 3. Jeremiah Morrow (DR)

Pennsylvania
- 1. Jonathan Roberts (DR)
- 3. Abner Lacock (DR)

Rhode Island
- 1. William Hunter, Jr. (F)
- 2. James Burrill, Jr. (F)

Tennessee
- 1. George W. Campbell (DR), fino al 20 aprile 1818
  - John Eaton (DR), dal 5 settembre 1818
- 2. John Williams (DR)

Vermont
- 1. Isaac Tichenor (F)
- 3. Dudley Chase (DR), fino al 3 novembre 1817
  - James Fisk (DR), dal 4 novembre 1817 all'8 gennaio 1818
  - William A. Palmer (DR), dal 20 ottobre 1818

Virginia
- 1. James Barbour (DR)
- 2. John W. Eppes (DR)

### Camera dei rappresentanti

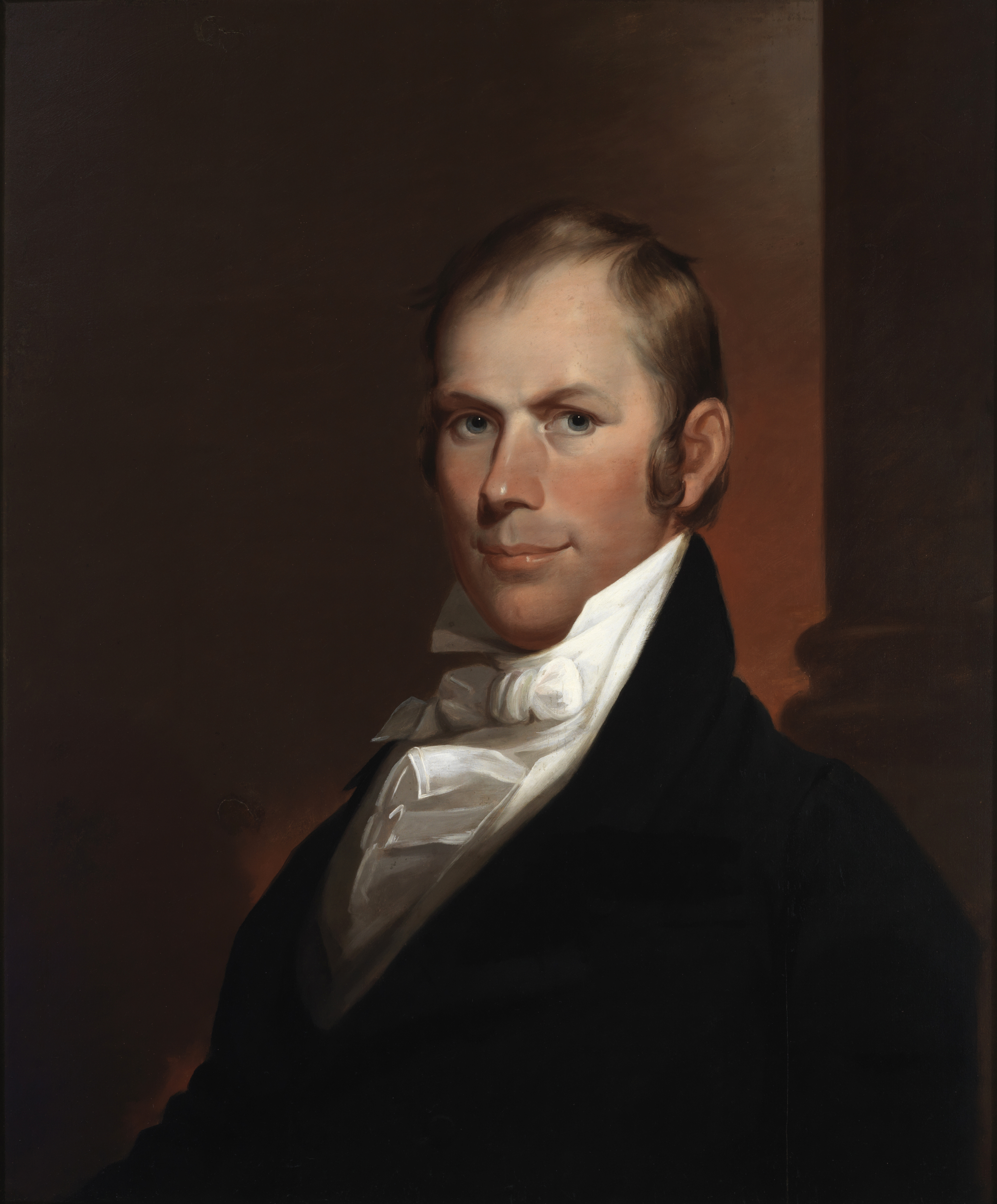
Lo speaker della Camera dei rappresentanti Henry Clay.

Nell'elenco, prima del nome del membro, viene indicato il distretto elettorale di provenienza o se quel membro è stato eletto in un collegio unico (at large).
Carolina del Nord
- 1. Lemuel Sawyer (DR)
- 2. Joseph H. Bryan (DR)
- 3. Thomas H. Hall (DR)
- 4. Jesse Slocumb (F)
- 5. James Owen (DR)
- 6. Weldon N. Edwards (DR)
- 7. James Stewart (F), dal 5 febbraio 1818
- 8. James S. Smith (DR)
- 9. Thomas Settle (DR)
- 10. George Mumford (DR), dall'11 febbraio 1819
  - Charles Fisher (DR), dall'11 febbraio 1819
- 11. Daniel M. Forney (DR), fino al 1818
  - William Davidson (F), dal 2 dicembre 1818
- 12. Felix Walker (DR)
- 13. Lewis Williams (DR)

Carolina del Sud
- 1. Henry Middleton (DR)
- 2. William Lowndes (DR)
- 3. James Ervin (DR)
- 4. Joseph Bellinger (DR)
- 5. Starling Tucker (DR)
- 6. John C. Calhoun (DR), fino al 3 novembre 1817
  - Eldred Simkins (DR), dal 24 gennaio 1818
- 7. Elias Earle (DR)
- 8. Wilson Nesbitt (DR)
- 9. Stephen D. Miller (DR)

Connecticut
- At-large. Uriel Holmes (F), fino al 1818
  - Sylvester Gilbert (DR), dal 16 novembre 1818
- At-large. Ebenezer Huntington (F)
- At-large. Jonathan O. Moseley (F)
- At-large. Timothy Pitkin (F)
- At-large. Samuel B. Sherwood (F)
- At-large. Nathaniel Terry (F)
- At-large. Thomas S. Williams (F)

Delaware
- At-large. Willard Hall (DR)
- At-large. Louis McLane (F)

Georgia
- At-large. Joel Abbott (DR)
- At-large. Thomas W. Cobb (DR)
- At-large. Zadock Cook (DR)
- At-large. Joel Crawford (DR)
- At-large. John Forsyth (DR), fino al 23 novembre 1818
  - Robert R. Reid (DR), dal 18 febbraio 1819
- At-large. William Terrell (DR)

Illinois
- At-large. John McLean (DR), dal 3 dicembre 1818

Indiana
- At-large. William Hendricks (DR)

Kentucky
- 1. David Trimble (DR)
- 2. Henry Clay (DR)
- 3. Richard M. Johnson (DR)
- 4. Joseph Desha (DR)
- 5. Anthony New (DR)
- 6. David Walker (DR)
- 7. George Robertson (DR)
- 8. Richard C. Anderson, Jr. (DR)
- 9. Tunstal Quarles (DR)
- 10. Thomas Speed (DR)

Louisiana
- At-large. Thomas B. Robertson (DR), fino al 20 aprile 1818
  - Thomas Butler (DR), dal 16 novembre 1818

Maryland
- 1. Philip Stuart (F)
- 2. John C. Herbert (F)
- 3. George Peter (F)
- 4. Samuel Ringgold (DR)
- 5. Peter Little (DR)
- 5. Samuel Smith (DR)
- 6. Philip Reed (DR)
- 7. Thomas Culbreth (DR)
- 8. Thomas Bayfly (F)

Massachusetts
- 1. Jonathan Mason (F)
- 2. Nathaniel Silsbee (DR)
- 3. Jeremiah Nelson (F)
- 4. Timothy Fuller (DR)
- 5. Elijah H. Mills (F)
- 6. Samuel C. Allen (F)
- 7. Henry Shaw (DR)
- 8. Zabdiel Sampson (DR)
- 9. Walter Folger, Jr. (DR)
- 10. Marcus Morton (DR)
- 11. Benjamin Adams (F)
- 12. Solomon Strong (F)
- 13. Nathaniel Ruggles (F)
- 14. John Holmes (DR)
- 15. Ezekiel Whitman (F)
- 16. Benjamin Orr (F)
- 17. John Wilson (F)
- 18. Thomas Rice (F)
- 19. Joshua Gage (DR)
- 20. Albion Parris (DR), fino al 3 febbraio 1818
  - Enoch Lincoln (DR), dal 4 novembre 1818

Mississippi
- At-large. George Poindexter (DR), dal 10 dicembre 1817

New Hampshire
- At-large. Josiah Butler (DR)
- At-large. Clifton Clagett (DR)
- At-large. Salma Hale (DR)
- At-large. Arthur Livermore (DR)
- At-large. John F. Parrott (DR)
- At-large. Nathaniel Upham (DR)

New Jersey
- At-large. Ephraim Bateman (DR)
- At-large. Benjamin Bennet (DR)
- At-large. Joseph Bloomfield (DR)
- At-large. Charles Kinsey (DR)
- At-large. John Linn (DR)
- At-large. Henry Southard (DR)

New York
- 1. Tredwell Scudder (DR)
- 1. George Townsend (DR)
- 2. William Irving (DR)
- 2. Peter H. Wendover (DR)
- 3. Caleb Tompkins (DR)
- 4. James Tallmadge, Jr. (DR), dal 1º dicembre 1817
- 5. Philip J. Schuyler (F)
- 6. James W. Wilkin (DR)
- 7. Josiah Hasbrouck (DR)
- 8. Dorrance Kirtland (DR)
- 9. Rensselaer Westerlo (F)
- 10. John P. Cushman (F)
- 11. John W. Taylor (DR)
- 12. John Palmer (DR)
- 12. John Savage (DR)
- 13. Thomas Lawyer (DR)
- 14. John Herkimer (DR)
- 15. John R. Drake (DR)
- 15. Isaac Williams, Jr. (DR)
- 16. Henry R. Storrs (F)
- 17. Thomas H. Hubbard (DR)
- 18. David A. Ogden (F)
- 19. James Porter (DR)
- 20. Oliver C. Comstock (DR)
- 20. Daniel Cruger (DR)
- 21. Benjamin Ellicott (DR)
- 21. John C. Spencer (DR)

Ohio
- 1. William Henry Harrison (DR)
- 2. John W. Campbell (DR)
- 3. Levi Barber (DR)
- 4. Samuel Herrick (DR)
- 5. Philemon Beecher (F)
- 6. Peter Hitchcock (DR)

Pennsylvania
- 1. William Anderson (DR)
- 1. Joseph Hopkinson (F)
- 1. John Sergeant (F)
- 1. Adam Seybert (DR)
- 2. Isaac Darlington (DR)
- 2. Levi Pawling (F)
- 3. James M. Wallace (DR)
- 3. John Whiteside (DR)
- 4. Jacob Spangler (DR), fino al 20 aprile 1818
  - Jacob Hostetter (DR), dal 16 novembre 1818
- 5. Andrew Boden (DR)
- 5. William Maclay (DR)
- 6. Samuel D. Ingham (DR), fino al 6 luglio 1818
  - Samuel Moore (DR), dal 13 ottobre 1818
- 6. John Ross (DR), fino al 24 febbraio 1818
  - Thomas J. Rogers (DR), dal 3 marzo 1818
- 7. Joseph Hiester (DR)
- 8. Alexander Ogle (DR)
- 9. William P. Maclay (DR)
- 10. John Murray (DR), dal 14 ottobre 1817
- 10. William Wilson (DR)
- 11. David Marchand (DR)
- 12. Thomas Patterson (DR)
- 13. Christian Tarr (DR)
- 14. Henry Baldwin (DR)
- 15. Robert Moore (DR)

Rhode Island
- At-large. John L. Boss, Jr. (F)
- At-large. James B. Mason (F)

Tennessee
- 1. John Rhea (DR)
- 2. William G. Blount (DR)
- 3. Francis Jones (DR)
- 4. Samuel Hogg (DR)
- 5. Thomas Claiborne (DR)
- 6. George W.L. Marr (DR)

Vermont
- At-large. Heman Allen (DR), fino al 20 aprile 1818
- At-large. Samuel C. Crafts (DR)
- At-large. William Hunter (DR)
- At-large. Orsamus C. Merrill (DR)
- At-large. Charles Rich (DR)
- At-large. Mark Richards (DR)

Virginia
- 1. James Pindall (F)
- 2. Edward Colston (F)
- 3. Henry St. George Tucker (DR)
- 4. William McCoy (DR)
- 5. John Floyd (DR)
- 6. Alexander Smyth (DR)
- 7. Ballard Smith (DR)
- 8. Charles F. Mercer (F)
- 9. William Lee Ball (DR)
- 10. George Strother (DR)
- 11. Philip P. Barbour (DR)
- 12. Robert S. Garnett (DR)
- 13. Burwell Bassett (DR)
- 14. William A. Burwell (DR)
- 15. William J. Lewis (DR)
- 16. Archibald Austin (DR)
- 17. James Pleasants (DR)
- 18. Thomas M. Nelson (DR)
- 19. Peterson Goodwyn (DR), fino al 21 febbraio 1818
  - John Pegram (DR), dal 21 aprile 1818
- 20. James Johnson (DR)
- 21. Thomas Newton, Jr. (DR)
- 22. Hugh Nelson (DR)
- 23. John Tyler (DR)

#### Membri non votanti
Territorio dell'Alabama
- John Crowell, dal 29 gennaio 1818

Territorio dell'Illinois
- Nathaniel Pope, fino al 30 novembre 1818
  - seggio vacante, dal 30 novembre 1818

Territorio del Mississippi
- seggio vacante, fino al 10 dicembre 1817

Territorio del Missouri
- John Scott, dal 4 agosto 1817

## Cambiamenti nella rappresentanza

### Senato
| Stato (classe)    | Membro precedente              | Ragione del cambiamento | Successore              | Data della successione        |
| ----------------- | ------------------------------ | --- | ----------------------- | ----------------------------- |
| New Hampshire (3) | Jeremiah Mason (F)             | Mason si è dimesso il 16 giugno 1817. | Clement Storer (DR)     | Insediato il 27 giugno 1817   |
| Vermont (3)       | Dudley Chase (DR)              | Chase si è dimesso il 3 novembre 1817, per assumere la carica di giudice nella Corte suprema del Vermont.                                                       | James Fisk (DR)         | Insediato il 4 novembre 1817  |
| Louisiana (2)     | 2. William C.C. Claiborne (DR) | Claiborne è deceduto il 23 novembre 1817. | Henry Johnson (DR)      | Insediato il 12 gennaio 1817  |
| Mississippi (1)   | Nuovo seggio                   | Il Mississippi è stato ammesso come stato dell'Unione il 10 dicembre 1817.                                                                                      | Walter Leake (DR)       | Insediato il 10 dicembre 1817 |
| Mississippi (2)   | Nuovo seggio                   | Il Mississippi è stato ammesso come stato dell'Unione il 10 dicembre 1817.                                                                                      | Thomas H. Williams (DR) | Insediato il 10 dicembre 1817 |
| Vermont (3)       | James Fisk (DR)                | Fisk si è dimesso l'8 gennaio 1818 per assumere la carica di direttore delle Dogane per lo stato del Vermont. Si sono tenute nuove elezioni il 20 ottobre 1818. | William A. Palmer (DR)  | Insediato il 20 ottobre 1818  |
| Tennessee (1)     | George W. Campbell (DR)        | Campbell si è dimesso il 20 aprile 1818 per assumere la carica di ambasciatore in Russia.                                                                       | John Eaton (DR)         | Insediato il 5 settembre 1818 |
| Massachusetts (1) | Eli P. Ashmun (F)              | Ashmun si è dimesso il 10 maggio 1818. Si sono tenute nuove elezioni il 5 giugno 1818.                                                                          | Prentiss Mellen (F)     | Insediato il 5 giugno 1818    |
| Georgia (2)       | George Troup (DR)              | Troup si è dimesso il 23 settembre 1818 per assumere la carica di governatore della Georgia. Si sono tenute nuove elezioni il 23 settembre 1818.                | John Forsyth (DR)       | Insediato il 23 novembre 1818 |
| Illinois (2)      | Nuovo seggio                   | L'Illinois è stato ammesso come nuovo stato dell'Unione il 3 dicembre 1818.                                                                                     | Jesse B. Thomas (DR)    | Insediato il 3 dicembre 1818  |
| Illinois (3)      | Nuovo seggio                   | L'Illinois è stato ammesso come nuovo stato dell'Unione il 3 dicembre 1818.                                                                                     | Ninian Edwards (DR)     | Insediato il 3 dicembre 1818  |
| Georgia (2)       | John Forsyth (DR)              | Forsyth si è dimesso il 17 febbraio 1819 per assumere la carica di ambasciatore in Spagna. Il seggio è rimasto vacante fino al successivo Congresso.            | Seggio vacante          |                               |
| Kentucky (2)      | John J. Crittenden (DR)        | Crittenden si è dimesso il 3 marzo 1819 per tornare a svolgere la sua professione. Il seggio è rimasto vacante fino al successivo Congresso.                    | Seggio vacante          |                               |

### Camera dei rappresentanti
| Distretto                            | Membro precedente        | Ragione del cambiamento | Successore                | Data della successione        |
| ------------------------------------ | ------------------------ | --- | ------------------------- | ----------------------------- |
| 4° New York                          | Seggio vacante           | Il rappresentante eletto Henry B. Lee è deceduto prima dell'inizio dei lavori di questo Congresso.                                                                | James Tallmadge, Jr. (DR) | Insediato il 6 giugno 1817    |
| At-large. Missouri                   | Seggio vacante           | Il seggio è rimasto vacante fino al 4 agosto 1817. | John Scott                | Insediato il 4 agosto 1817    |
| 10° Pennsylvania                     | Seggio vacante           | Il rappresentante eletto David Scott si è dimesso prima dell'inizio dei lavori di questo Congress.                                                                | John Murray (DR)          | Insediato il 14 ottobre 1817  |
| 7° Carolina del Nord                 | Seggio vacante           | Il rappresentante eletto Alexander McMillan è deceduto prima dell'inizio dei lavori di questo Congresso.                                                          | James Stewart (F)         | Insediato il 5 gennaio 1818   |
| 6° Carolina del Sud                  | John C. Calhoun (DR)     | Calhoun si è dimesso il 3 novembre 1817, dopo essere stato nominato Segretario alla guerra.                                                                       | Eldred Simkins (DR)       | Insediato il 24 gennaio 1818  |
| At-large. Territorio del Mississippi | Seggio vacante           | Il seggio è rimasto vacante fino all'ammissione nell'Unione del nuovo stato del Mississippi il 10 dicembre 1817.                                                  | George Poindexter (DR)    | Insediato il 10 dicembre 1817 |
| At-large. Territorio del Mississippi | Seggio vacante           | Il seggio è rimasto vacante fino all'ammissione nell'Unione del nuovo stato del Mississippi il 10 dicembre 1817.                                                  | George Poindexter (DR)    | Insediato il 10 dicembre 1817 |
| At-large Connecticut                 | Uriel Holmes (F)         | Holmes si è dimesso nel 1818. | Sylvester Gilbert (DR)    | Insediato il 16 novembre 1818 |
| 11° Carolina del Nord                | Daniel M. Forney (DR)    | Forney si è dimesso nel 1818. | William Davidson (F)      | Insediato il 2 dicembre 1818  |
| At-large Territorio dell'Alabama     | Seggio vacante           | Il primo delegato di questo territorio ha occupato il suo seggio il 29 gennaio 1818.                                                                              | John Crowell              | Insediato il 29 gennaio 1818  |
| 20° Massachusetts                    | Albion Parris (DR)       | Parris si è dimesso il 3 febbraio 1818. | Enoch Lincoln (DR)        | Insediato il 4 novembre 1818  |
| 19° Virginia                         | Peterson Goodwyn (DR)    | Goodwyn è deceduto il 21 febbraio 1818. | John Pegram (DR)          | Insediato il 21 aprile 1818   |
| 6° Pennsylvania                      | John Ross (DR)           | Ross si è dimesso il 24 febbraio 1818 per assumere la carica di Presidente-giudice del 7° Judicial Circuit della Pennsylvania.                                    | Thomas J. Rogers (DR)     | Insediato il 3 marzo 1818     |
| At-large Louisiana                   | Thomas B. Robertson (DR) | Robertson si è dimesso il 20 aprile 1818. | Thomas Butler (DR)        | Insediato il 16 novembre 1818 |
| 4° Pennsylvania                      | Jacob Spangler (DR)      | Spangler si è dimesso il 20 aprile 1818. | Jacob Hostetter (DR)      | Insediato il 16 novembre 1818 |
| 6° Pennsylvania                      | Samuel D. Ingham (DR)    | Ingham si è dimesso il 6 luglio 1818. | Samuel Moore (DR)         | Insediato il 13 ottobre 1818  |
| At-large Georgia                     | John Forsyth (DR)        | Forsyth si è dimesso il 23 novembre 1818 per assumere la carica di senatore.                                                                                      | Robert R. Reid (DR)       | Insediato il 18 febbraio 1819 |
| At-large Territorio dell'Illinois    | Nathaniel Pope           | L'incarico di Pope è scaduto il 30 novembre 1818. Il seggio è rimasto vacante fino a quando l'Illinois è stato ammesso come stato dell'Unione il 3 dicembre 1818. | John McLean (DR)          | Insediato il 3 dicembre 1818  |
| At-large Territorio dell'Illinois    | Nathaniel Pope           | L'incarico di Pope è scaduto il 30 novembre 1818. Il seggio è rimasto vacante fino a quando l'Illinois è stato ammesso come stato dell'Unione il 3 dicembre 1818. | John McLean (DR)          | Insediato il 3 dicembre 1818  |
| 10° Carolina del Nord                | George Mumford (DR)      | Mumford è deceduto il 31 dicembre 1818. | Charles Fisher (DR)       | Insediato l'11 febbraio 1819  |
| At-large Vermont                     | Heman Allen (DR)         | Allen si è dimesso il 20 aprile 1818. Il seggio è rimasto vacante.                                                                                                | Seggio vacante            |                               |

## Comitati
Qui di seguito si elencano i singoli comitati e i presidenti di ognuno (se disponibili).

### Senato
- Audit and Control the Contingent Expenses of the Senate
- Claims
- Commerce and Manufactures
- District of Columbia
- Finance
- Indian Title to Certain Lands (select committee)
- Judiciary
- Military Affairs
- Militia
- Mississippi's Admission to the Union (select committee)
- Naval Affairs
- Pensions
- Post Office and Post Roads
- Public Lands
- Seminole War (select committee)
- Slave Trade (select committee)
- Whole

### Camera dei rappresentanti
- Accounts
- Alabama's Admission to the Union (select committee)
- Arkansas Territory (select committee)
- Bank of the United States (select committee)
- Claims
- Commerce and Manifactures
- District of Columbia
- Elections
- Expenditures in the Navy Department
- Expenditures in the Post Office Department
- Expenditures in the State Department
- Expenditures in the Treasury Department
- Expenditures in the War Department
- Expenditures on Public Buildings
- Pensions and Revolutionary War Claims
- Post Office and Post Roads
- Public Expenditures
- Public Lands
- Revisal and Unfinished Business
- Rules (select committee)
- Standards of Official Conduct
- Ways and Means
- Whole

### Comitati bicamerali (Joint)
- Enrolled Bills